# Cristianismo en la era moderna

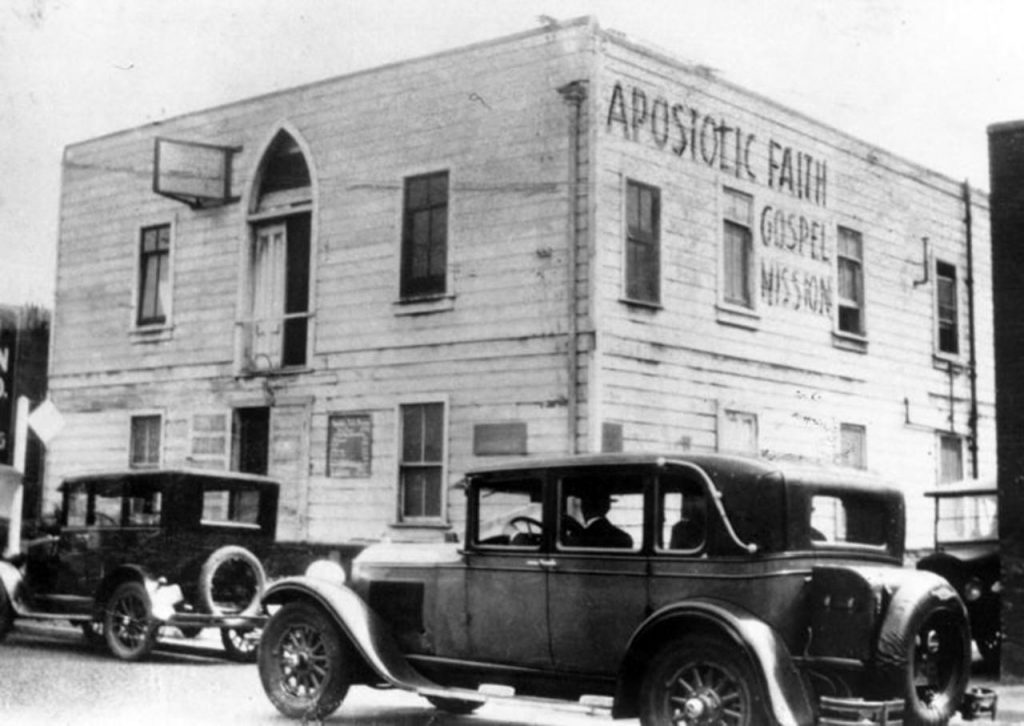
La misión en 312 Azusa Street en 1907, Los Ángeles, California, los Estados Unidos, considerada la cuna del pentecostalismo.

La historia del cristianismo moderno la  religión cristiana desde principios del siglo XV hasta el siglo XVII. Puede dividirse en el período moderno temprano y el período moderno tardío. La historia del cristianismo en el período moderno temprano coincide con la Era de los Descubrimientos, y suele considerarse que comienza con la Reforma Protestante. c. 1517-1525
 (se suele redondear a 1500) y termina a finales del siglo XVIII con el inicio de la Revolución Industrial y los acontecimientos que condujeron a la Revolución Francesa de 1789. Incluye la Reforma protestante, la Contrarreforma y la Iglesia católica y la era de los descubrimientos. El cristianismo se expandió por todo el mundo durante la Era de las Exploraciones. Así, el cristianismo se ha convertido en la mayor religión del mundo.

## Época moderna temprana (c. 1500 - c. 1750)

### La ortodoxia bajo el dominio otomano
En 1453, Constantinopla cayó en manos del Imperio otomano. Bajo el dominio otomano, la Iglesia Ortodoxa Griega adquirió un poder sustancial como millet autónoma. El patriarca ecuménico era el gobernante religioso y administrativo de toda la "nación ortodoxa griega" (unidad administrativa otomana), que englobaba a todos los súbditos ortodoxos orientales del Imperio. Como consecuencia de la conquista otomana y la caída de Constantinopla, toda la comunión ortodoxa de los Balcanes y Oriente Próximo quedó repentinamente aislada de Occidente.
Durante los cuatrocientos años siguientes, quedaría confinada en un mundo islámico hostil, con el que tenía poco en común desde el punto de vista religioso o cultural. Debido, en parte, a este confinamiento geográfico e intelectual, la voz de la Ortodoxia Oriental no fue escuchada durante la Reforma en la Europa del siglo XVI. Como resultado, este importante debate teológico suele parecer extraño y distorsionado a los ortodoxos. Nunca participaron en él y, por tanto, ni la Reforma ni la Contrarreforma forman parte de su marco teológico.
El nuevo Gobierno otomano surgido de las cenizas de la civilización bizantina no era ni primitivo ni bárbaro. El Islam no sólo reconocía a Jesús como un gran profeta, sino que toleraba a los cristianos como otro  Pueblo del Libro. Así pues, la Iglesia no se extinguió ni su organización canónica y jerárquica sufrió alteraciones significativas. Su administración siguió funcionando. Una de las primeras cosas que hizo Mehmet el Conquistador fue permitir que la Iglesia eligiera un nuevo patriarca, Gennadius Scholarius. Es cierto que Santa Sofía y el Partenón, que habían sido iglesias cristianas durante casi un milenio, se convirtieron en mezquitas, pero otras innumerables iglesias, tanto en Constantinopla como en otros lugares, permanecieron en manos cristianas. Además, es sorprendente que la posición del patriarca y de la jerarquía se viera considerablemente reforzada y que su poder aumentara. Se les dotó de poder tanto civil como eclesiástico sobre todos los cristianos de los territorios otomanos. Como la Ley islámica no distingue entre nacionalidad y religión, todos los cristianos, independientemente de su lengua o nacionalidad, eran considerados un único millet, o nación. El patriarca, como jerarca de mayor rango, estaba investido de autoridad civil y religiosa y se convertía en etnarca, jefe de toda la población cristiana ortodoxa. En la práctica, esto significaba que todas las iglesias ortodoxas del territorio otomano estaban bajo el control de Constantinopla. Así, la autoridad y las fronteras jurisdiccionales del patriarca se ampliaron enormemente.
Sin embargo, estos derechos y privilegios, incluida la libertad de culto y de organización religiosa, a menudo se establecían en principio, pero rara vez se correspondían con la realidad. Los privilegios legales del patriarca y de la Iglesia dependían, de hecho, del capricho y la misericordia del Sultán y de la Sublime Puerta, mientras que todos los cristianos eran considerados poco más que ciudadanos de segunda clase. Además, la corrupción y la brutalidad turcas no eran un mito. No cabe duda de que los cristianos "infieles" eran los que más la sufrían. Tampoco eran desconocidos los pogromos de cristianos en estos siglos. Devastador, también, para la Iglesia fue el hecho de no poder dar testimonio de Cristo. La labor misionera entre los musulmanes era peligrosa e incluso imposible, mientras que la conversión al islam era totalmente legal y permisible. Los conversos al islam que regresaban a la ortodoxia eran condenados a muerte como apóstatas. No se podían construir nuevas iglesias e incluso estaba prohibido tocar las campanas. La educación del clero y de la población cristiana cesó por completo o se redujo a los elementos más rudimentarios.

#### Corrupción
La Iglesia Ortodoxa se vio sometida al sistema de corrupción turco. El trono patriarcal se vendía con frecuencia al mejor postor, mientras que las nuevas investiduras patriarcales iban acompañadas de fuertes pagos al gobierno. Para recuperar sus pérdidas, los patriarcas y obispos cobraban impuestos a las parroquias locales y a su clero. El trono patriarcal tampoco estuvo nunca asegurado. Pocos patriarcas entre los siglos XV y XIX murieron de muerte natural mientras ocupaban el cargo.[cita requerida] Las abdicaciones forzadas, exilios, ahorcamientos, ahogamientos y envenenamientos de patriarcas están bien documentados. Pero si la posición del patriarca era precaria, también lo era la de la jerarquía. El ahorcamiento del patriarca Patriarca Gregorio V desde la puerta del patriarcado el domingo de Pascua de 1821 fue acompañado de la ejecución de dos metropolitanos y doce obispos.

#### Devşirme
El Devşirme era el sistema de recogida de muchachos de las tierras cristianas conquistadas por los sultanes del Otomano. [como forma de tributación regular para formar un ejército leal (antiguamente compuesto en gran parte por cautivos de guerra) y la clase de administradores (militares) llamados "jenízaros", u otros sirvientes como los tellak en los hamams. La palabra devşirme significa "recoger, reunir" en turco otomano. Los muchachos entregados a los otomanos de este modo se llamaban ghulam o acemi oglanlar ("muchachos novicios").

### Siglo de las Luces (1640-1740)

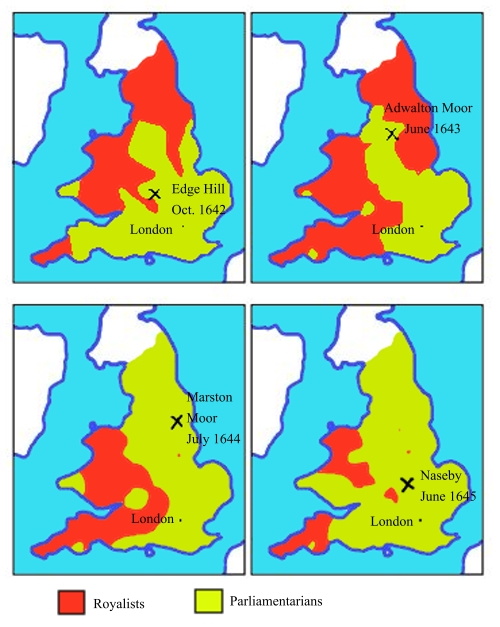
Mapas del territorio en poder de los realistas (rojo) y los parlamentarios (verde), 1642-1645

El Ilustración constituyó un nuevo desafío para la Iglesia. A diferencia de la Reforma protestante, que cuestionó ciertas doctrinas cristianas, la Ilustración cuestionó el cristianismo en su conjunto. En general, elevaba la razón humana por encima de la revelación divina y degradaba a las autoridades religiosas como el papado basándose en ella

#### Movimiento puritano
La Contrarreforma en el continente y el crecimiento de un partido puritano dedicado a profundizar en la reforma protestante polarizaron la época isabelina, aunque no fue hasta la década de 1640 cuando Inglaterra sufrió luchas religiosas comparables a las que habían padecido sus vecinos algunas generaciones antes.
El temprano movimiento puritano (finales del siglo XVI-XVII) era Reformada o Calvinista y fue un movimiento de reforma de la Iglesia de Inglaterra. Sus orígenes se encontraban en el descontento con el Acuerdo religioso isabelino. El deseo era que la Iglesia de Inglaterra se pareciera más a las iglesias protestantes de Europa, especialmente a Ginebra. Los puritanos se oponían a los ornamentos y rituales de las iglesias por considerarlos idolátricos (vestiduras, sobrepellices, órganos, genuflexión), a los que fustigaban como "papismo pompa y harapos". (Véase Controversia sobre los ornamentos.) También se opusieron a los tribunales eclesiásticos. Se negaron a respaldar completamente todas las indicaciones y fórmulas rituales del Libro de Oración Común; la imposición de su orden litúrgico por la fuerza legal y la inspección agudizaron el puritanismo hasta convertirlo en un movimiento de oposición definido.
El movimiento puritano posterior se denominó a menudo Disidentes y Noconformistas y con el tiempo dio lugar a la formación de varias denominaciones reformistas.
La emigración más famosa y conocida a América fue la de los puritanos, o peregrinos, abandonaron Inglaterra para poder vivir en una zona con el puritanismo establecido como religión cívica exclusiva. Aunque habían abandonado Inglaterra a causa de la supresión de su práctica religiosa, la mayoría de los puritanos se habían establecido después originalmente en los Países Bajos, pero encontraron inaceptable el libertinaje de allí, donde el Estado vacilaba en imponer la práctica religiosa, por lo que, con la esperanza de una utopía puritana, partieron para establecer las colonias inglesas de Nueva Inglaterra, que más tarde se convertirían en los Estados Unidos.
Estos separatistas puritanos también eran conocidos como "los pilgrims". Tras establecer una colonia en Plymouth (en lo que más tarde sería Massachusetts) en 1620, los peregrinos puritanos recibieron una carta del Rey de Inglaterra que legitimaba su colonia, permitiéndoles hacer intercambios y comercio con los mercaderes de Inglaterra, de acuerdo con los principios del mercantilismo. Esta exitosa, aunque inicialmente bastante difícil, colonia marcó el inicio de la presencia protestante en América (los anteriores asentamientos franceses, españoles y portugueses habían sido católicos), y se convirtió en una especie de oasis de libertad espiritual y económica, al que los protestantes perseguidos y otras minorías de las Islas Británicas y Europa (y más tarde, de todo el mundo) huyeron en busca de paz, libertad y oportunidades.
La intención original de los colonos era establecer el puritanismo espiritual, que se les había negado en Inglaterra y el resto de Europa, entablar un comercio pacífico con Inglaterra y los indios nativos americanos y cristianizar a los pueblos de América.
La colonización más famosa de protestantes en el Nuevo Mundo fue la de los puritanos ingleses en Norteamérica. A diferencia de los españoles o los franceses, los colonos ingleses se esforzaron sorprendentemente poco por evangelizar a los pueblos nativos.

#### Misiones católicas
La Iglesia católica estableció una serie de misiones para convertir a los pueblos indígenas. Al mismo tiempo, misioneros como los de la Jesuitas,  Agustinos, Franciscanos y Dominicos se adentraban en Asia y Extremo Oriente. Los portugueses enviaron misiones a África. La misión jesuita de Matteo Ricci a China fue relativamente pacífica y se centró en adoptar la fe católica al pensamiento chino, permitiendo entre otras cosas la veneración de los muertos. El Vaticano no estuvo de acuerdo y prohibió cualquier adaptación en la llamada  controversia de los ritos chinos en 1692 y 1742. La expansión del Imperio portugués católico y del Imperio español con un importante papel desempeñado por la Iglesia católica llevó a la cristianización de las poblaciones indígenas de América como los aztecas y los incas, pero, hasta el siglo XIX, las misiones tuvieron que trabajar bajo los gobiernos y militares de españoles y portugueses.
XIX|El cristianismo en el siglo XX}}

## Período moderno tardío (c. 1750 - c. 1945)

### Revivalismo (1720-1906)
El renacimiento se refiere al Calvinista y al renacimiento wesleyano, llamado el  Gran Despertar, en Norteamérica, que vio el desarrollo de las iglesias evangélicas Congregacionalistas, Presbiteriana,  Bautista y la nueva Metodista. Cuando el movimiento finalmente decayó, dio lugar a nuevos movimientos Restauracionistas.

#### Grandes Despertares (siglosXVIII-XIX)
El Primer Gran Despertar fue una oleada de entusiasmo religioso entre los protestantes de las colonias americanas hacia 1730-1740, que enfatizaba las virtudes reformadas tradicionales de la predicación piadosa, la liturgia rudimentaria y un profundo sentido de culpa personal y redención por Cristo Jesús. El historiador Sydney E. Ahlstrom lo vio como parte de una "gran agitación protestante internacional" que también creó el pietismo en Alemania, el reavivamiento evangélico y el metodismo en Inglaterra. Se centró en revitalizar la espiritualidad de las congregaciones establecidas, y afectó sobre todo a las iglesias Congregacional, Presbiteriana,  Reformada Holandesa, Reformada Alemana,  Bautistas, y Metodista, al tiempo que se extendía entre la población esclava. El Segundo Gran Despertar (1800-1830), a diferencia del primero, se centró en los que no asistían a la iglesia y trató de inculcarles un profundo sentido de salvación personal, como se experimentaba en las reuniones de avivamiento. También dio origen al Movimiento de Restauración, el Movimiento de los Santos de los Últimos Días, el Adventismo y el Movimiento de Santidad. El Tercer Gran Despertar comenzó a partir de 1857 y destacó por llevar el movimiento a todo el mundo, especialmente a los países de habla inglesa. El último grupo que surgió de los "grandes despertares" en Norteamérica fue el pentecostalismo, que tenía sus raíces en los movimientos metodista, wesleyano y de santidad, y comenzó en 1906 en el Azusa Street, en Los Ángeles. El pentecostalismo daría lugar más tarde al movimiento carismático.

#### La Revolución Francesa y el culto a la Razón
Las cosas empeoraron aún más con el violento anticlericalismo de la Revolución Francesa. Los ataques directos a la riqueza de la Iglesia católica y los agravios asociados condujeron a la nacionalización al por mayor de las propiedades eclesiásticas y a intentos de establecer una Iglesia dirigida por el Estado. Un gran número de sacerdotes se negaron a prestar juramento de acatamiento a la Asamblea Nacional, lo que llevó a la ilegalización de la Iglesia católica y a su sustitución por una nueva religión de culto a la "Razón" junto con un nuevo Calendario republicano francés. En este periodo, se destruyeron todos los monasterios, 30 000 sacerdotes fueron exiliados y cientos más fueron asesinados.
Cuando el papa Pío VI se puso del lado contrario a la revolución en la Primera Coalición, Napoleón Bonaparte invadió Italia. El papa, de 82 años, fue llevado como prisionero a Francia en febrero de 1799 y murió en Valence el 29 de agosto de 1799 tras seis meses de cautiverio. Para ganarse el apoyo popular a su gobierno, Napoleón restableció la Iglesia católica en Francia mediante el Concordato de 1801. En toda Europa, el final de las guerras napoleónicas, señalado por el Congreso de Viena, trajo consigo el renacimiento católico, un entusiasmo renovado y un nuevo respeto por el papado tras las depredaciones de la época anterior.

#### Restauracionismo
El restauracionismo se refiere a varios movimientos no afiliados que consideraban que el cristianismo contemporáneo, en todas sus formas, era una desviación del verdadero cristianismo original, que estos grupos intentaban "reconstruir", a menudo utilizando los Libro de los Hechos como una especie de "guía". El Restauracionismo se desarrolló a partir del Segundo Gran Despertar y está históricamente conectado con la Reforma Protestante, pero difiere en que los restauracionistas no suelen describirse a sí mismos como "reformadores" de una Iglesia cristiana existente de forma continuada desde la época de Jesús, sino como "restauradores" de la Iglesia que creen que se perdió en algún momento. El nombre Restauración también se utiliza para describir a la Santos de los Últimos Días (mormones) y a los Movimiento de los Testigos de Jehová.

##### Santos de los Últimos Días
.

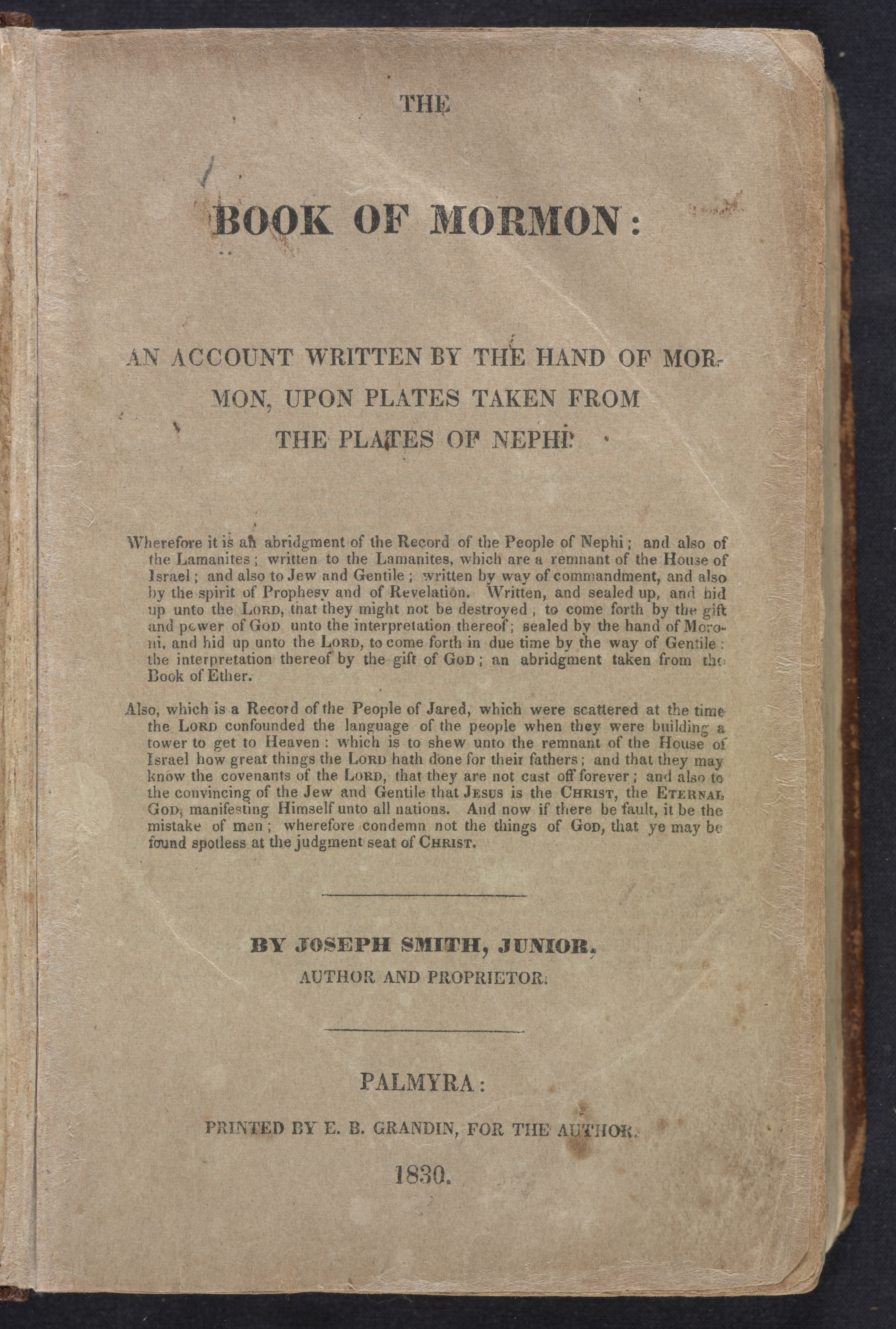
Página de portada del Libro de Mormón de una edición original de 1830, por Joseph Smith Jr.

El impulsor y fundador del movimiento de los Santos de los Últimos Días fue Joseph Smith Jr., y en menor medida, durante los dos primeros años del movimiento, Oliver Cowdery. A lo largo de su vida, Smith contó una experiencia que tuvo de niño al tener la de Ver a Dios Padre y a Jesucristo como dos seres separados, quienes le dijeron que la verdadera iglesia se había perdido y que sería restaurada a través de él, y que se le daría la autoridad para organizar y dirigir la verdadera Iglesia de Cristo. Smith y Cowdery también explicaron que los ángeles, Juan el Bautista, Pedro, Santiago y Juan les visitaron en 1829 y les dieron autoridad para restablecer la Iglesia de Cristo y en 1838 José Smith anunció que había recibido una revelación de Dios ampliando oficialmente el nombre común a la Iglesia de Jesucristo de los Santos de los Últimos Días.
Smith publicó por primera vez el Libro de Mormón en marzo de 1830, que los miembros SUD creen que fue traducido de Placas de Oro enterradas en el suelo, y contiene un registro de las Américas entre aproximadamente 600 a. C. y 400 d. C. y una iglesia original de Jesús en él.
En 1844, William Law y varios otros Santos de los Últimos Días en posiciones de liderazgo eclesiástico denunciaron públicamente la práctica secreta de Smith de la poligamia en el controvertido Nauvoo Expositor, y formaron la Iglesia Verdadera de Jesucristo de los Santos de los Últimos Días, su propia iglesia. Posteriormente, el ayuntamiento de Nauvoo (Illinois) mandó destruir la imprenta del Expositor. A pesar de la oferta posterior de Smith de pagar daños y perjuicios por la propiedad destruida, los críticos de Smith y de la iglesia consideraron la destrucción como una mano dura. Algunos pidieron que los Santos de los Últimos Días fueran expulsados o destruidos. Tras el asesinato de Smith por una turba en Carthage (Illinois), algunos miembros prominentes de la iglesia reclamaron ser el sucesor legítimo de Smith.
Estas diversas reivindicaciones dieron lugar a una crisis de sucesión, en la que la mayoría de los miembros de la iglesia siguieron a Brigham Young, siendo él el Apóstol mayor de la iglesia; otros siguieron a Sidney Rigdon o James Strang. La crisis dio lugar a varios cismas permanentes, así como a la formación de grupos escisionistas ocasionales, algunos de los cuales ya no existen. En ocasiones se hace referencia a estos diversos grupos bajo dos epígrafes geográficos: "Santos de las Praderas" (los que permanecieron en el Medio Oeste de Estados Unidos) y "Santos de las Montañas Rocosas" (los que siguieron a Brigham Young a lo que más tarde se convertiría en el estado de Utah). En la actualidad, existen muchas organizaciones schismo que se consideran parte del movimiento de los Santos de los Últimos Días, aunque en la mayoría de los casos no reconocen las otras ramas como válidas y consideran su propia tradición como la única versión correcta y autorizada de la iglesia que fundó Smith. La gran mayoría de los Santos de los Últimos Días pertenecen a la mayor denominación, La Iglesia de Jesucristo de los Santos de los Últimos Días (Iglesia SUD), que cuenta con 16 millones de miembros en todo el mundo. La segunda mayor denominación es la Comunidad de Cristo, que cuenta con más de 250.000 miembros.

### Ortodoxia rusa
La ortodoxia era muy fuerte en la Rusia, que había adquirido recientemente el estatus de autocéfala, y como única parte de la comunión ortodoxa que permanecía fuera del control del Imperio Otomano; Moscú se autodenominaba la Tercera Roma, como heredera de Constantinopla. En 1721, el zar Pedro I abolió por completo el patriarcado, por lo que la Iglesia ortodoxa rusa se convirtió en un departamento del gobierno, regido por un santísimo sínodo compuesto por obispos de alto rango y burócratas laicos nombrados por el propio zar. Así continuó hasta el siglo XX.

#### La Iglesia Ortodoxa Rusa en el Imperio Ruso

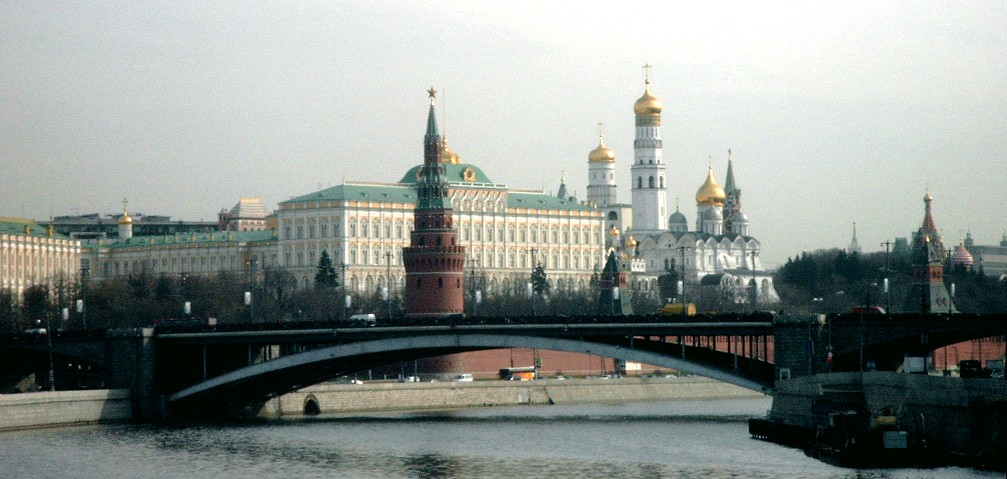
Iglesias del Kremlin de Moscú, vistas desde el Balchug

La Iglesia ortodoxa rusa ocupaba una posición privilegiada en el Imperio ruso, expresada en el lema, Ortodoxia, autocracia y populismo, del Imperio ruso tardío. Al mismo tiempo, quedó bajo el control del zar por la reforma eclesiástica de Pedro I en el siglo XVIII. Su órgano de gobierno era el  Santísimo Sínodo, dirigido por un funcionario (titulado Ober-Procurator) nombrado por el propio zar.
La Iglesia estuvo implicada en las diversas campañas de rusificación, y acusada de la participación en pogromos  antijudíos. En el caso del antisemitismo y los pogromos antijudíos, no hay pruebas de la participación directa de la Iglesia, y muchos clérigos ortodoxos rusos, incluidos altos jerarcas, defendieron abiertamente a los judíos perseguidos, al menos desde la segunda mitad del siglo XIX. Además, la Iglesia no tiene una postura oficial sobre el judaísmo como tal.
Se permitió a la Iglesia imponer impuestos a los campesinos. [cita requerida]
La Iglesia, al igual que el Estado zarista, era vista como enemiga del pueblo por los bolcheviques y otros revolucionarios rusos.